# Vällingudden
Vällingudden är ett naturreservat belägen på en udde med samma namn som sticker ut i sjön Vällingen i Sandvikens kommun i Gävleborgs län.
Området är naturskyddat sedan 1984 och är 2 hektar stort. Reservatet består av urskogsartade tallskog med lövträd vid stranden.